# Hendrik Wijdeveld

Jonge Wijdeveld in een tuin tijdens zijn reis door het Mandaatgebied Palestina samen met Erich Mendelsohn (1923).

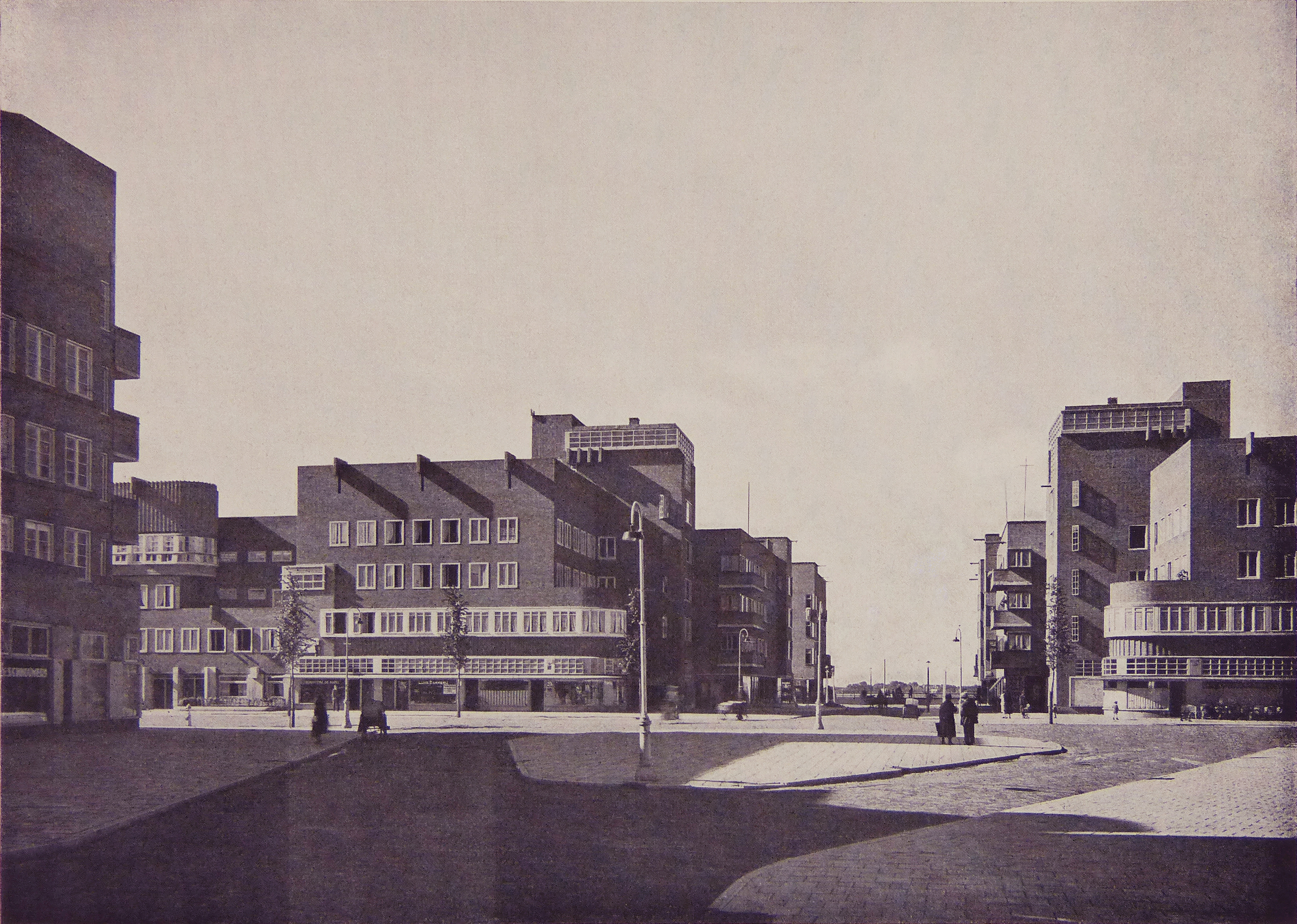
Plan West Amsterdam 1922-1927, Hoofdweg / Jan van Galenstraat.

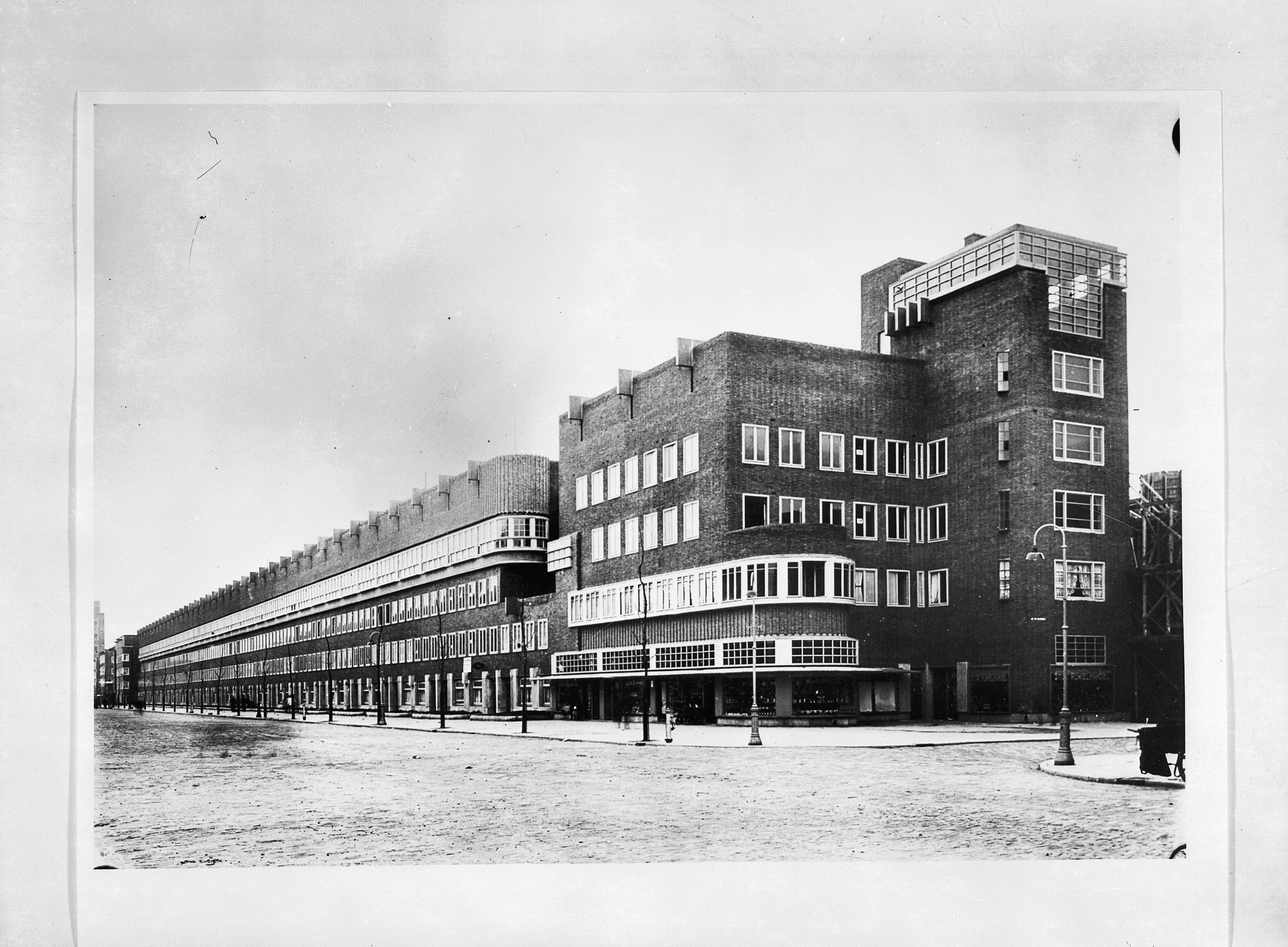
Woningbouw Hoofdweg / Jan van Galenstraat.

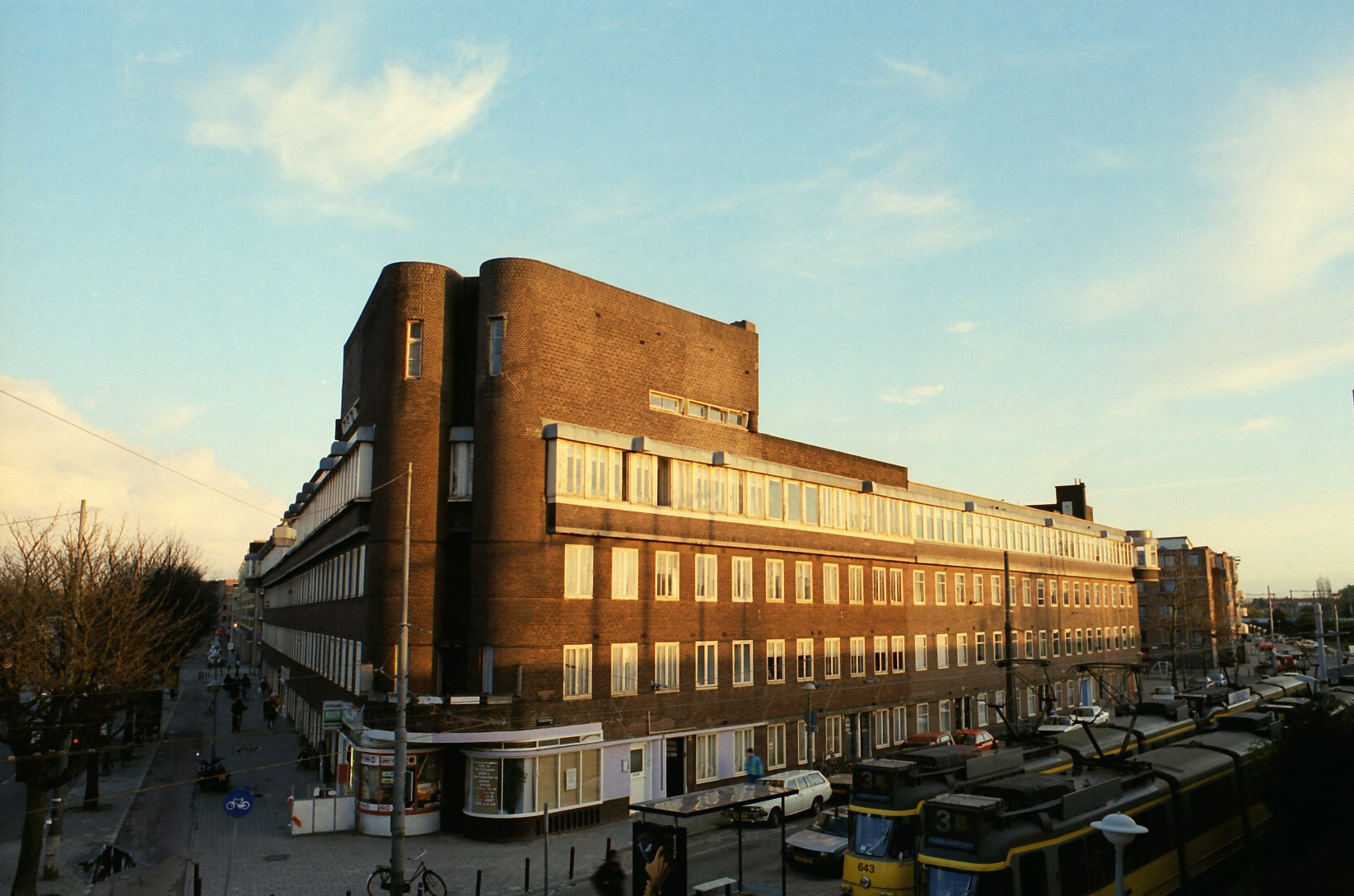
Woningbouw Insulindeweg / Celebesstraat in Amsterdam (1920, afgebroken 1991).

Hendricus Theodorus Wijdeveld ('s-Gravenhage, 4 oktober 1885 – Nijmegen, 20 februari 1987) was een Nederlands architect en grafisch ontwerper.
Hij was getrouwd met de celliste Ellen Philippine Kohn en in latere jaren met de actrice Charlotte Köhler. Zijn dochter was illustratrice Ruscha Wijdeveld en zijn zoons waren Wolfgang Wijdeveld en Roland Matthijs Wijdeveld.

## Leven en werk
H.Th. Wijdeveld was gedurende zijn lange leven (hij werd 101) actief als hoofdredacteur, typograaf, ontwerper van boeken, theaterdecors en -kostuums, meubelen en gebruiksvoorwerpen, maar bleef voor alles: architect.
Ter gelegenheid van zijn honderdste verjaardag, in 1985, verscheen zijn autobiografie onder de titel Mijn eerste Eeuw, waarin hij vertelt hoe hij op jonge leeftijd begon op het architectenbureau van Jacques van Straaten en het atelier van P.J.H. Cuypers. Na een periode in Engeland werkte hij in Frankrijk als assistent van de architect Louis Cordonnier.
In 1914, het jaar waarin Wijdeveld zich weer in Amsterdam vestigde, werd zijn classicistische winkelpand aan de Kalverstraat 1 in Amsterdam gebouwd. Zijn gepleisterde Villa Endymion aan de Bloemendaalse Koepellaan uit 1910 toont elementen van de Wiener Secession.
In 1920 ontwierp hij het in 1921 gereedgekomen Woonhuis Bendien; een voor een groot deel houten huis binnen de vesting Naarden. De Villa De Wachter'', in Amersfoort werd in expressionistische stijl gebouwd tussen 1922 en 1927. De Hilversumse Villa de Bouw stamt, evenals zijn villa aan het Amsterdamse Dijsselhofplantsoen 14, uit 1928. De Tilburgse villa aan de Bredaseweg is uit 1936.
De in 1991 afgebroken woningen hoek Celebesstraat / Insulindeweg bij het Amsterdamse Muiderpoortstation uit 1920, behoorden onmiskenbaar tot de Amsterdamse School. Ook de gevelwand van de door Wijdeveld ontworpen woningen aan de Amsterdamse Hoofdweg (1927) is sterk verwant aan het werk van architecten als Michel de Klerk, Piet Kramer en J.M. van der Mey.
Het ontwerp voor het Nederlands paviljoen op de Wereldtentoonstelling van 1930 te Antwerpen was van Wijdevelds hand. In 1937 ontwierp hij het interieur voor het passagiersschip de  Nieuw Amsterdam van de Holland-Amerika Lijn.
Wijdeveld ontwierp meerdere futuristische en utopische stedenbouwkundige projecten; zoals een monumentaal Volkstheater in het Amsterdamsde Vondelpark, en een "Nationaal Park Amsterdam-Zandvoort". Zijn project "Plan the impossible", behelsde onder meer een deels overkapte en door hoogbouw omgeven kilometerslange schacht in de richting van het middelpunt van de aarde.
Meerdere malen poogde Wijdeveld een multidisciplinaire opleiding voor kunstenaars van de grond te krijgen. Samen met onder meer de architect Erich Mendelsohn ontwikkelde hij plannen voor een aan de Middellandse Zee gevestigde Académie Européenne Méditerranée. De groots gepresenteerde plannen, die in een vergevorderd stadium mislukten, brachten Wijdeveld in contact met een indrukwekkend aantal internationale grootheden uit de wereld van kunst en architectuur in de vroege jaren dertig. Ook zijn latere inspanning voor de oprichting van de kunstenaarsopleiding Academie Elckerlyc in Lage Vuursche leidde niet tot een succes.
De publicatie van zijn boek onder de titel De Nieuwe Orde in het oorlogsjaar 1940 en zijn deelname aan de totstandkoming van het bestuur van de Nederlandse Bond van Architecten tijdens de Duitse bezetting, riepen na de Tweede Wereldoorlog vragen op en bezorgden hem "politieke problemen".
Wijdeveld voelde zich geïnspireerd door het werk van Frank Lloyd Wright, met wie hij al sinds de vroege jaren dertig contact onderhield. Op diens uitnodiging doceerde Wijdeveld tussen 1947 en 1952 in Amerika.
Zijn functionalistische villa Woonhuis Klaassen in Velp dateert van 1962/63. Op 80-jarige leeftijd ontwierp Wijdeveld een omslag voor het poptijdschrift Hitweek.

## Het maandblad Wendingen
Wijdeveld was hoofdredacteur en verzorger van de baanbrekende typografie van het tijdschrift Wendingen. Het op de nieuwe vormgeving gerichte maandblad verscheen tussen 1918 en 1931 onder de titel: Wendingen, Maandblad voor bouwen en sieren van "Architectura et Amicitia". Via de hoofdredacteur van De Groene Amsterdammer, Henri Wiessing, kwam Wijdeveld in contact met de Amsterdamse drukkerij 'de Volharding', die drukpersen had waarmee het ongebruikelijke vierkante formaat van Wendingen kon worden gedrukt. Op 1 januari 1918 verscheen het eerste nummer met een omslag van Mathieu Lauweriks, die als redacteur garant stond voor de continuerende lijn in de vormgeving. Naast abonnementen voor leden van het architectengenootschap, waarvoor Wendingen aanvankelijk bedoeld was, kreeg men ook internationaal veel abonnees. De oplage varieerde van 650 tot 1300 exemplaren per aflevering.
Hoewel bekritiseerd door typografen als J.F. van Royen en S.H. de Roos, bracht de vanuit de architectuur benaderde typografie Wijdeveld internationale erkenning. De 116 afleveringen van Wendingen zijn door een keur van Nederlandse kunstenaars van een fraai omslag voorzien. De zeven themanummers over de Amerikaanse architect Frank Lloyd Wright, die door Wijdeveld zijn vormgegeven, nemen in deze rij een bijzondere plaats in.

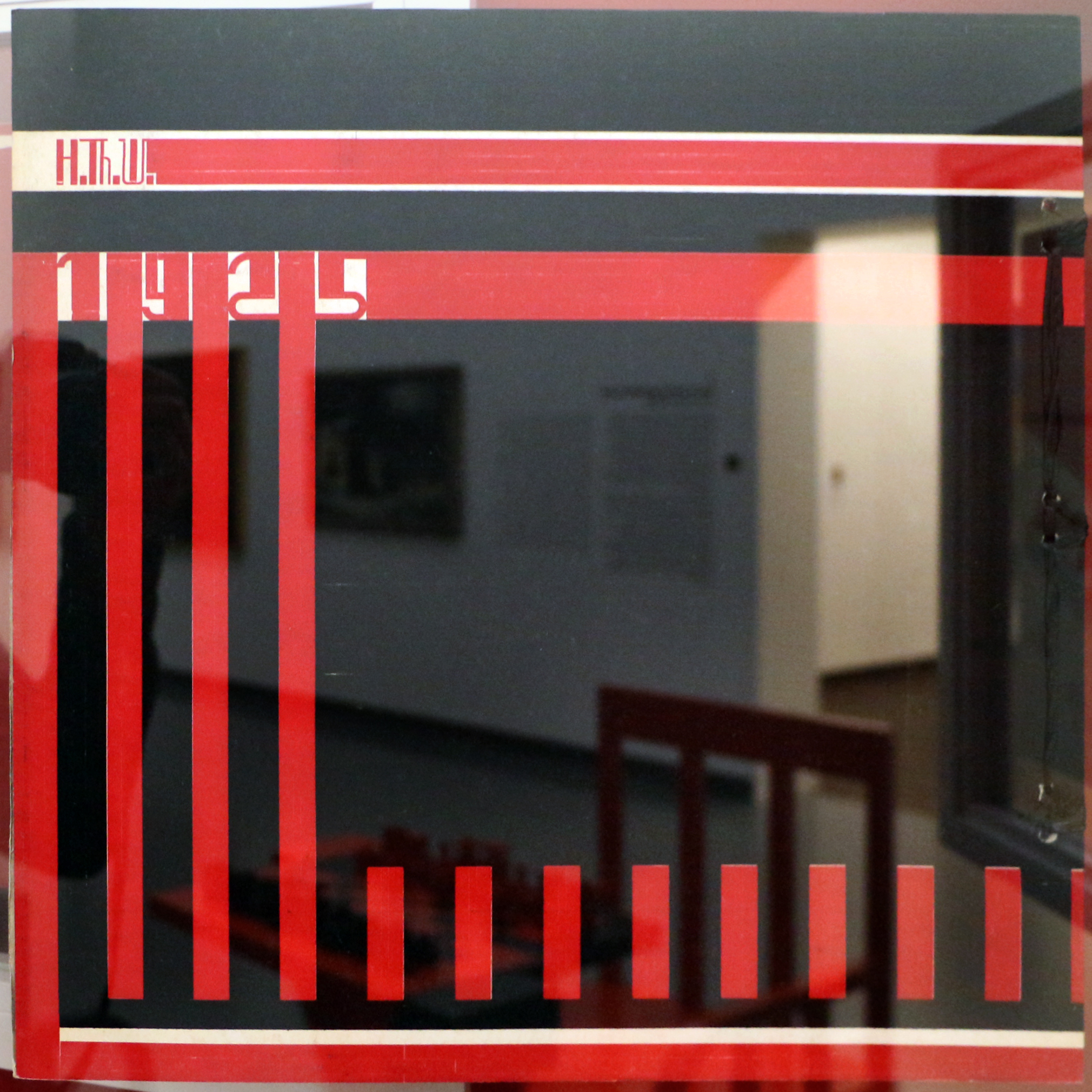
Wendingen 1925-3/9,
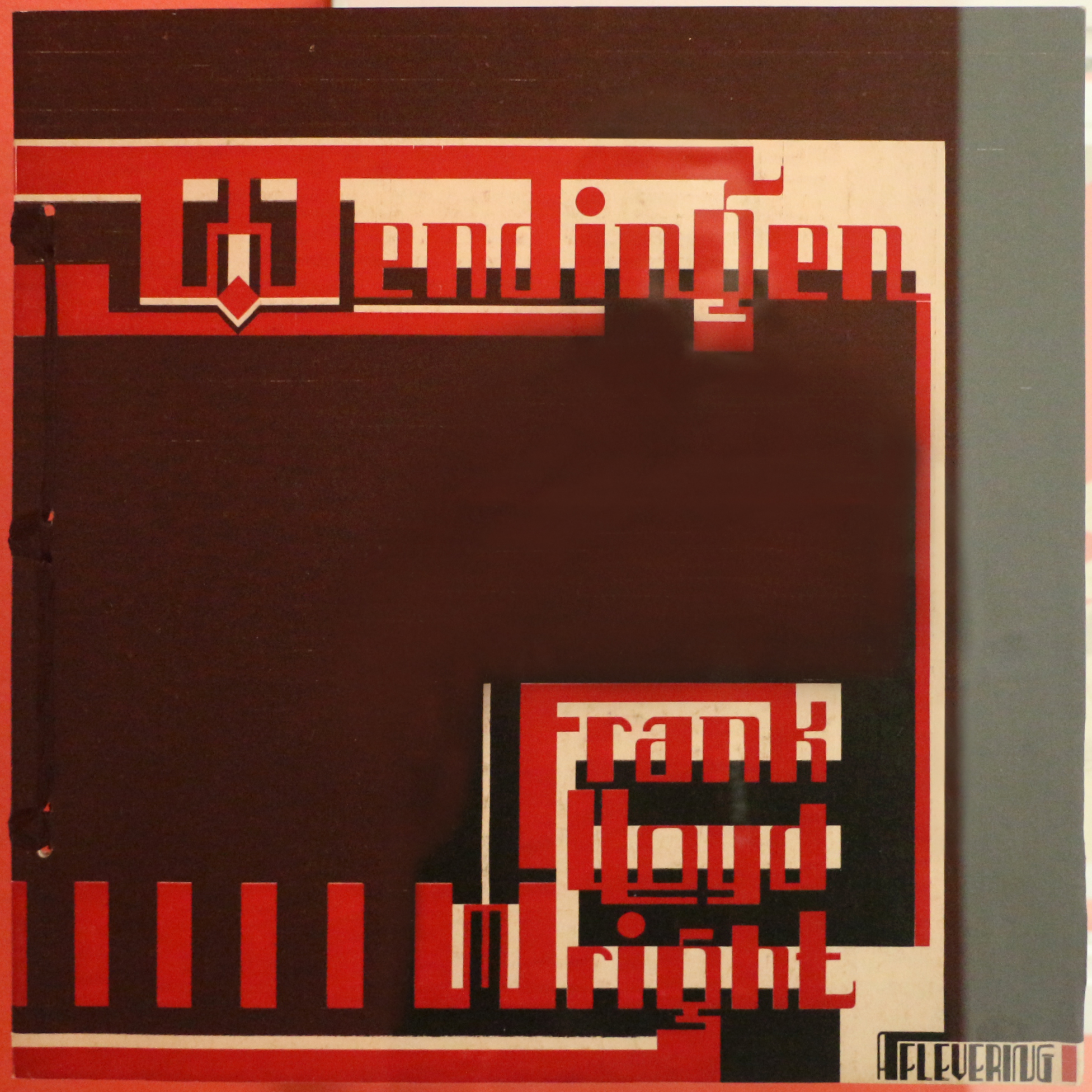
over Frank Lloyd Wright
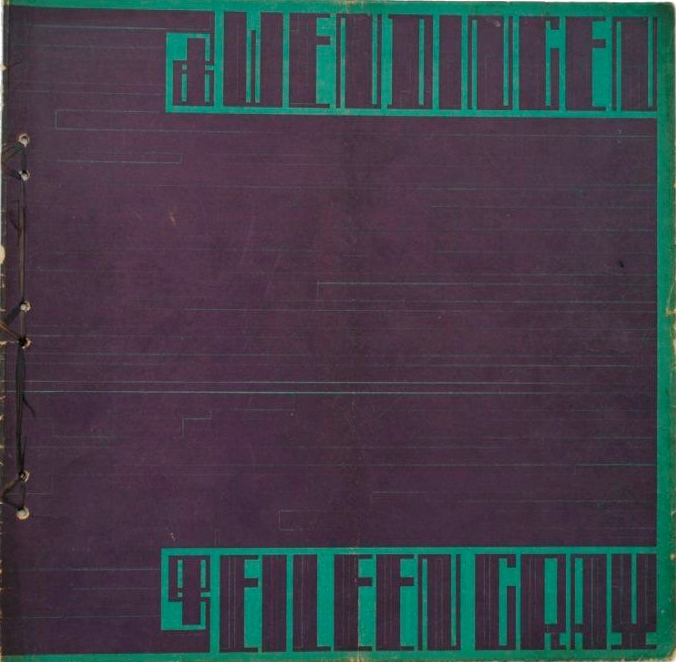
1924-6, over Eileen Gray

## Andere activiteiten
Als decorontwerper, samenwerkend met onder meer toneelleider Eduard Verkade, leverde Wijdeveld een belangrijke bijdrage aan de vernieuwing van het Nederlands toneel. Geïnspireerd door het werk van Edward Gordon Craig waren zijn ontwerpen suggestief en ruimtescheppend, anders dan de traditionele decors die vaak ontworpen waren vanuit een schilderkunstige decoratieve traditie. Wijdevelds praktische, inventieve toneelbeelden waren onmiskenbaar het werk van een architect.
Tot Wijdevelds werk als boekbandontwerper behoren onder meer: “De Bijenkorf-Gravenhage”; een uitgave ter herinnering van de opening van het Haagse filiaal van het warenhuis in 1926 en drie banden voor uitgeverij Van Loghum Slaterus & Visser met de uitgaven van Herman Heijermans'' toneelstukken : Eva Bonheur (1919), De Wijze Kater (1919) en Dageraad (1920).

De vormgeving van het boek Der Geesten Gemoeting van J.W. Schotman voor van Holkema en Warendorf (1927) geldt als een meesterwerk. De linnen cassette met gouden opdruk en Aziatische pensluitingen bevat vijf, door Moh Shih Shen geïllustreerde, Japans gebonden boekblokken. Wijdeveld ontwierp hiervoor 200 ornamenten opgebouwd uit aan het Chinese zegelschrift verwante strakke, haast modernistische vormen.
Wijdevelds autobiografie onder de toepasselijke titel Mijn Eerste Eeuw verscheen in 1985 bij de Ravenberg Pers te Oosterbeek.

## Publicaties over Wijdeveld
- Jean-Paul Baeten & Aaron Betsky: Ontwerp het onmogelijke. De wereld van architect Hendrik Wijdeveld (1885-1987). Rotterdam, NAI Uitgevers, 2006. ISBN 9056624970
- H.Th. Wijdeveld, 50 jaar scheppend werk. Architectuur en stedebouw, ideaal projecten, theater, decors, costuums, typografie, Wendingen, decoratief werk, publicaties, boeken. Inl. door W.M. Dudok. Amsterdam, Stedelijk Museum Amsterdam, 1953